# ロタンダ

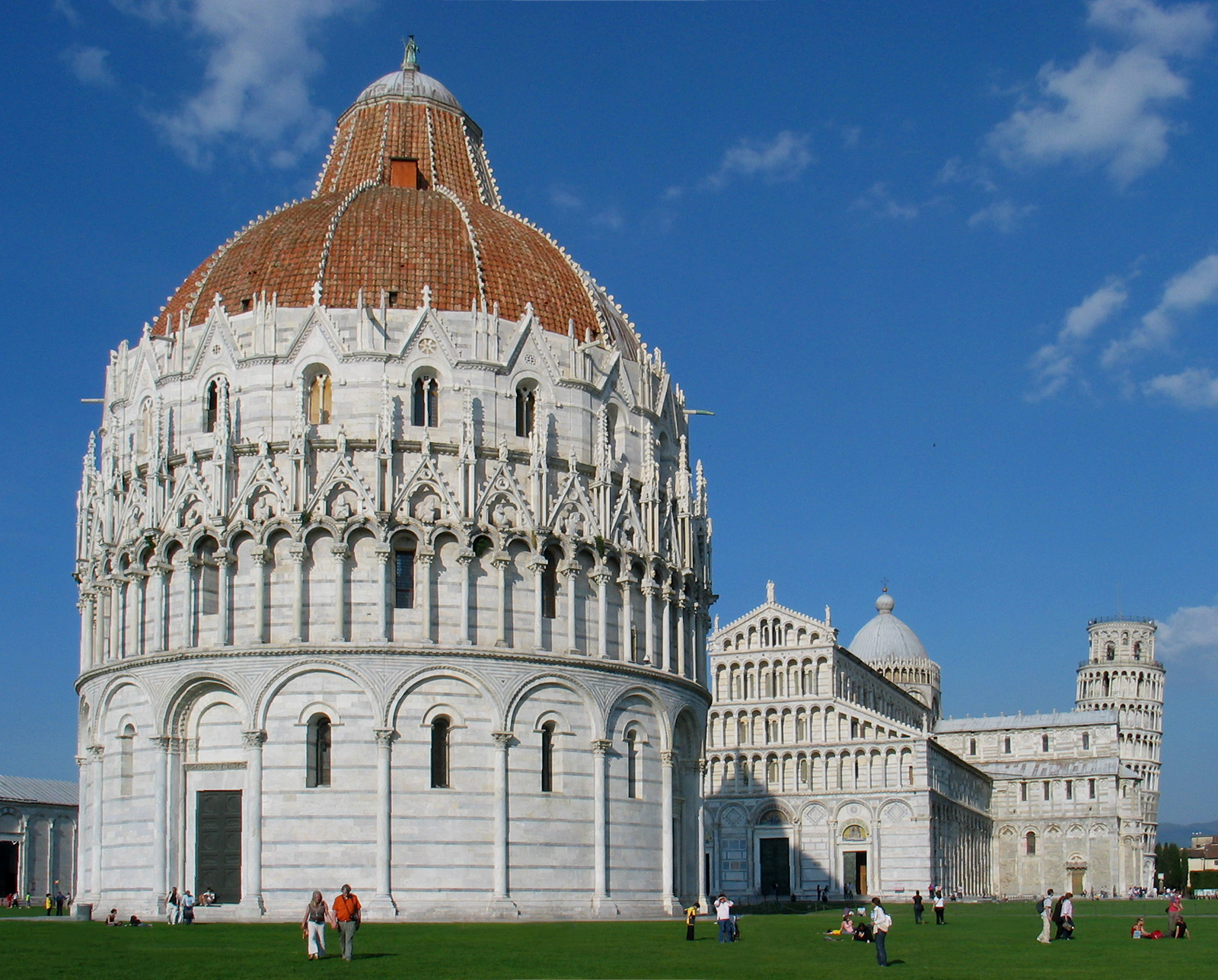
円形建物の例。ピサのドゥオモ広場の洗礼堂（イタリア ピサ）

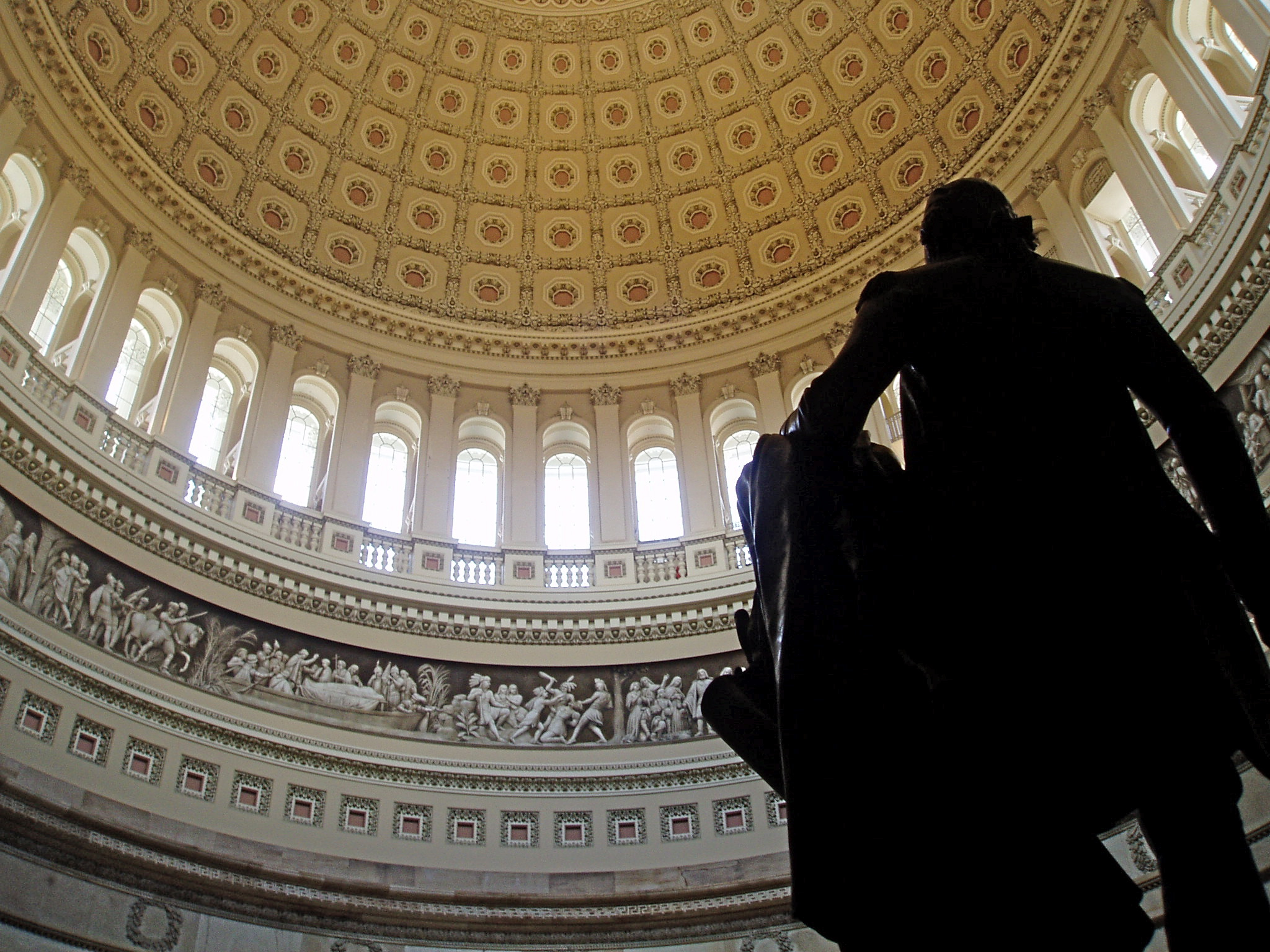
円形広間の例。アメリカ合衆国議会議事堂のロタンダ（ワシントンD.C.）

ロタンダ（英: rotunda）は円形の建物を指し、通常その上部はドームになっている。日本語では円形建物または円形建築物とも訳される。また、建物の中にある、ドーム状の屋根を持つ円形の広間を指すこともあり、この場合は円形広間のように訳される。
ラテン語で「円形」を意味するロトゥンドゥス（rotundus）から派生したもので、ヨーロッパの各言語ではロトゥンダ（ラテン語: rotunda）、ロトンダ（イタリア語: rotonda）、ロトンド（フランス語: rotonde）、ロトゥンデ（ドイツ語: Rotunde）とも呼ばれる。

## 中央ヨーロッパのロタンダ
ロタンダは中世の中央ヨーロッパで特によく建設された。中央ヨーロッパでは、9世紀から11世紀にかけて多数の教区教会が建設された。そのころの円形の教会は、ハンガリー、ボヘミア、ポーランド、クロアチア、オーストリア、バイエルン、ダルマチア、ドイツ、チェコなどに多数現存する。ローマのパンテオンを原点とする見方もあるが、その多くはローマ帝国版図外にある。一般にその室内の直径は6mから9mで、アプスは東を向いている。中心の円の周りに3つから4つのアプスを備えたものもあり、それらはカフカースのものとも関係がある。

### パンノニア平原のロタンダ
現在のハンガリーに当たるパンノニア平原にはいくつかの種類のロタンダが見られる。これらの建物は、古代の小さな村の教会が徐々に増築されたものと解釈できる。現存しているものも多く（Nagytótlak, Kallósd, Kissikátor, Bény, Süvéte）、古代の土台を発掘して保存しているものも多い。Sárospatak の教会では、単純な円形の身廊と東側のアプスが見て取れる。Dunakeszi には14世紀に長軸方向に増築された教会がある。Isaszeg にはロタンダそのものを東西に大きくする増築をした教会があり、元のロタンダの土台の痕跡がゴシック建築の身廊内に残っている。多くの場合、ロタンダは新たなより大きな教会の身廊として使われている（Bagod-Szentpál, Hidegség, Vágkeresztur, Ipolykiskeszi, Herencsény, Szalonna）。このような教会はパンノニア平原のあちこちにある。

## 日本のロタンダ

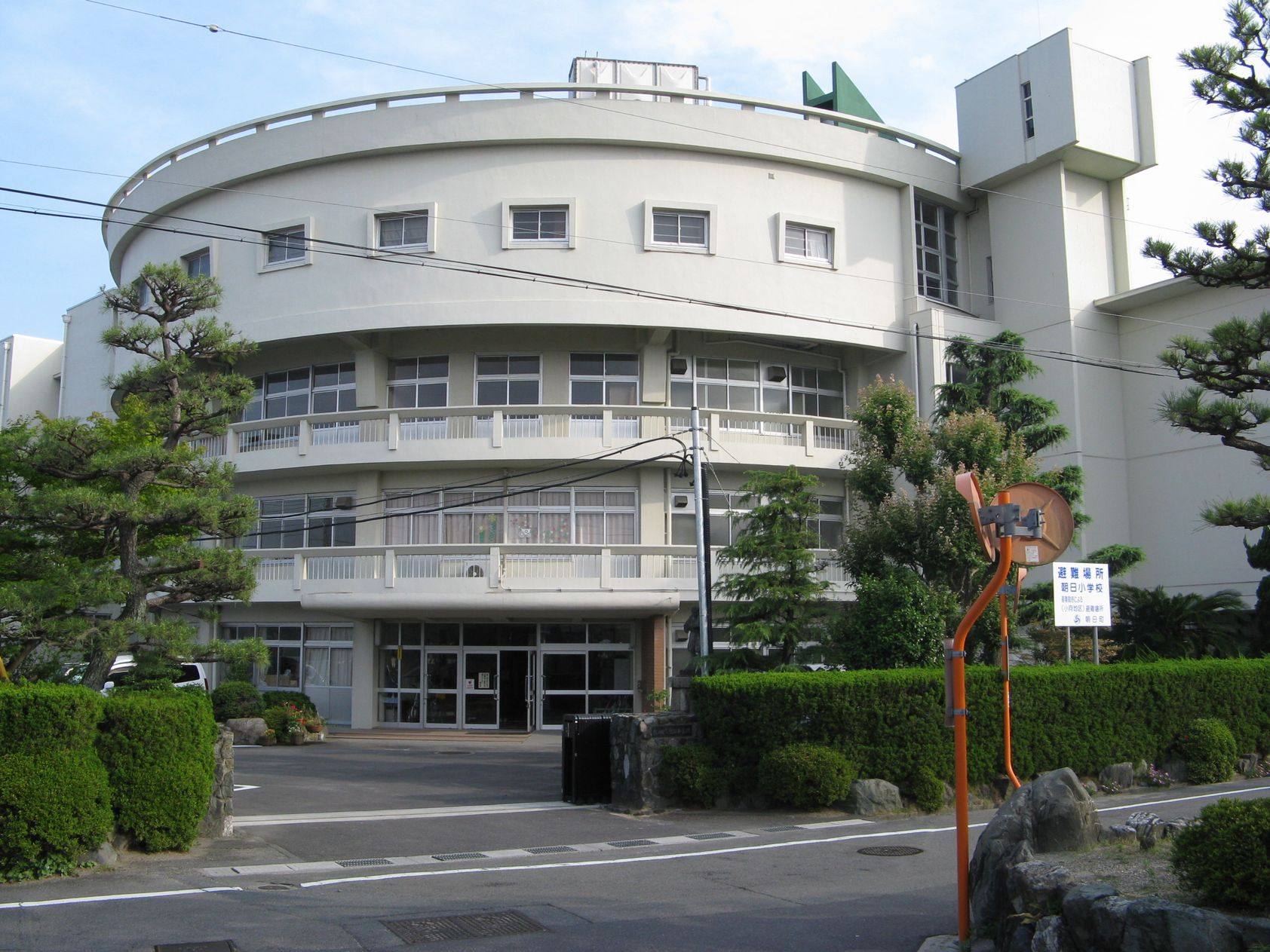
日本国の登録有形文化財に登録されている朝日小学校円形校舎（1962年築）

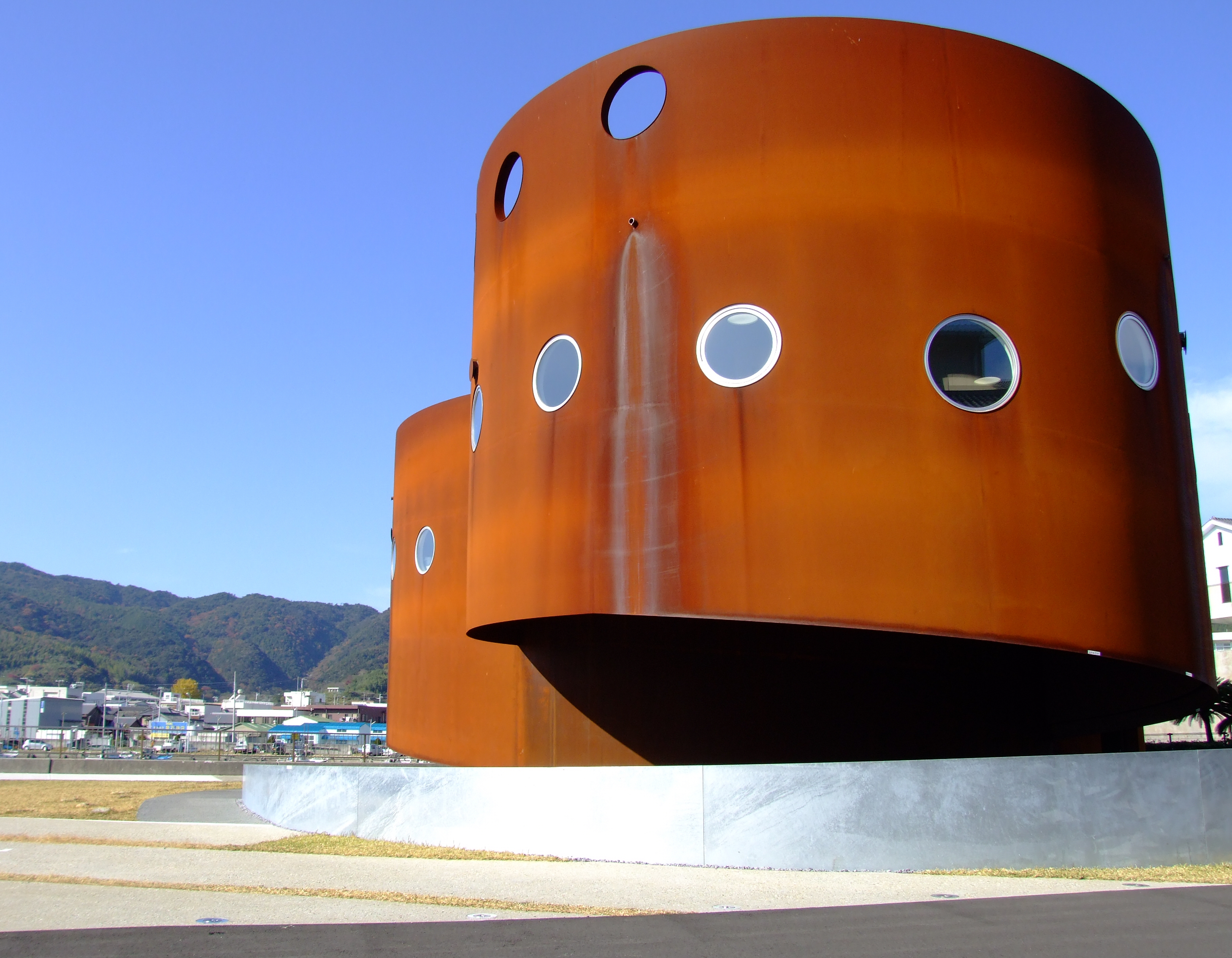
福良港津波防災ステーション（2010年築）

日本では建築家の坂本鹿名夫が経済性に優れる形式として円形建築物を提唱した。屋上を利用するためドーム屋根を廃している例もある。採光・通風が良好であり建設費も抑えられることから校舎や市役所などの公共施設に適用されたが、部屋が曲面で構成されることから家具の配置が難しく増築にコストがかかるなど柔軟性が低いため、1960年代ごろには大型の建物は新築されなくなった。
経年劣化によりほとんどが取り壊されており、庁舎として唯一現存・利用されていた宮城県大崎市の田尻総合支所（坂本鹿名夫の設計）は、希少性から建築学会が保存を求めていたが2017年に取り壊しが決定した。
校舎への適用例は円形校舎を参照。また、第二次世界大戦前の満蒙開拓団用簡易住居の例として日輪兵舎がある。

## 有名なロタンダ

### 宗教建築

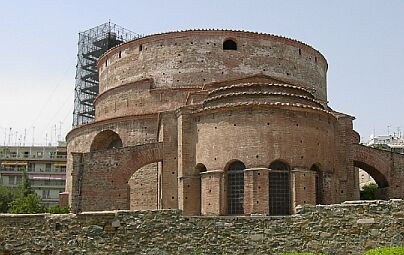
ガレリウスの霊廟だった教会堂（ギリシア テッサロニキ）

- ピサのドゥオモ広場の洗礼堂（イタリア ピサ）
- パンテオン（イタリア ローマ）。元々はローマ神話の7つの惑星に対応した神々を祭った寺院だった。
- Santo Stefano Rotondo（ローマ）
- 306年にローマ皇帝ガレリウスの墓として建設されたガレリウスのロタンダ（現在は教会、テッサロニキ）
- St George Rotunda（ブルガリア ソフィア）。4世紀に建設された初期の教会。
- ヴィシェフラドの聖マルチン円形聖堂（チェコ プラハ）
- Rotunda of St Marija Assunta（マルタ）
- テンプル教会（ロンドン）
- The Ducal Rotunda of the Virgin Mary and St Catherine（チェコ）

### 娯楽施設
- Ranelagh Gardens のロタンダ（ロンドン）。1740年代に建設され、1805年に取り壊された。カナレットが描いた絵が残されている。
- ロンドンのパンテオン (en) は1772年に完成し1937年に取り壊された。
- Gate Theatre（アイルランド ダブリン）。元々は1757年に建設された Rotunda Hospital の一部）
- Roundhouse（ロンドン）。元々は1847年に転車台つき機関車庫として建設され、その後ジン販売店になり、1960年代にシアターとなった。
- ロイヤル・アルバート・ホール（ロンドン）
- キャピトル・レコードの本社ビル（ロサンゼルス）
- 英国映画協会の IMAXシアター（ロンドン）

### 教育施設
- バージニア大学のロタンダ。1826年建設。
- 大英博物館図書室（ロンドン）。1857年建設。
- 南メソジスト大学のダラスホール。1911年建設。
- ストックホルムの公共図書館 (en)。1928年建設。

### 政府の建物
- ニュージーランド国会の建物 Beehive (en)。
- カナダ国会図書館 (en)。
- アメリカ合衆国議会議事堂のロタンダ（英語版）
- 神戸税関の玄関ホール

### 住宅
- ヴィラ・アルメリコ・カプラ（ヴィチェンツァ） - アンドレーア・パッラーディオが設計したルネサンス期の建築物。ヴィラ・ロトンダなどの別名がある（厳密には室内のホールや頂部のドームが円形をしているために名付けられたにすぎない）。
- 福建土楼

## ギャラリー

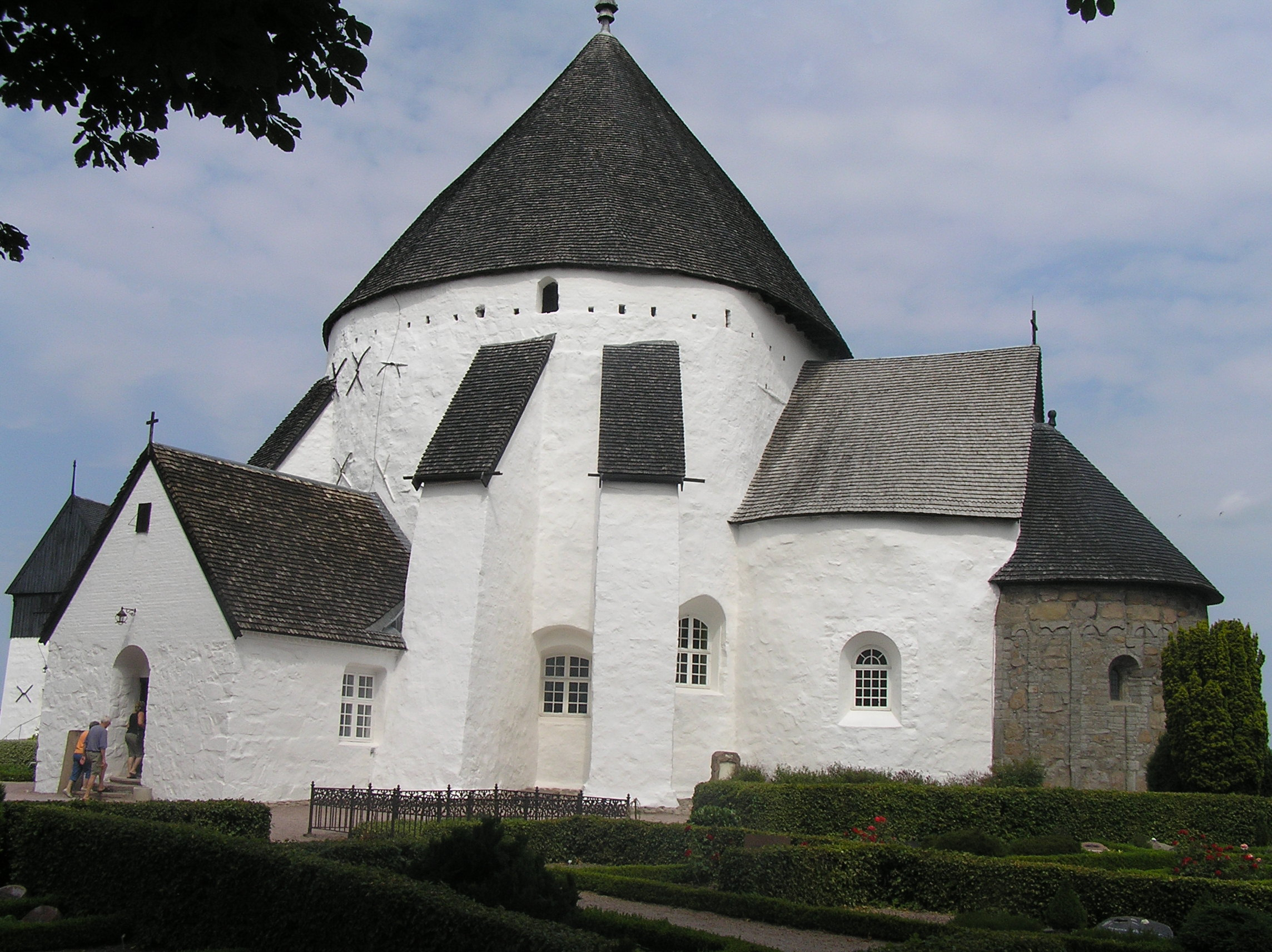
デンマークで最も有名なロタンダ形教会 Østerlars Church
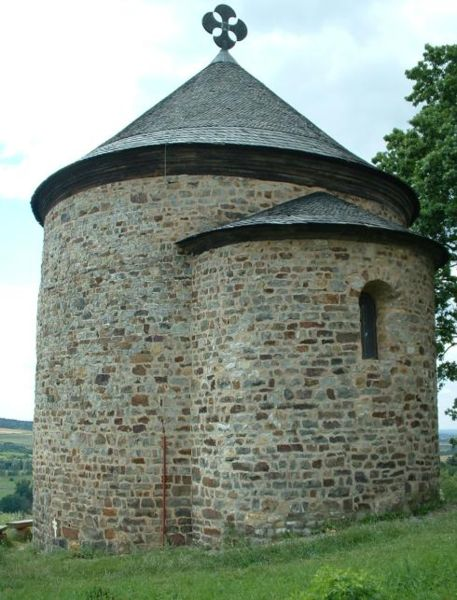
10世紀ごろのロタンダ（チェコ プルゼニ近郊）
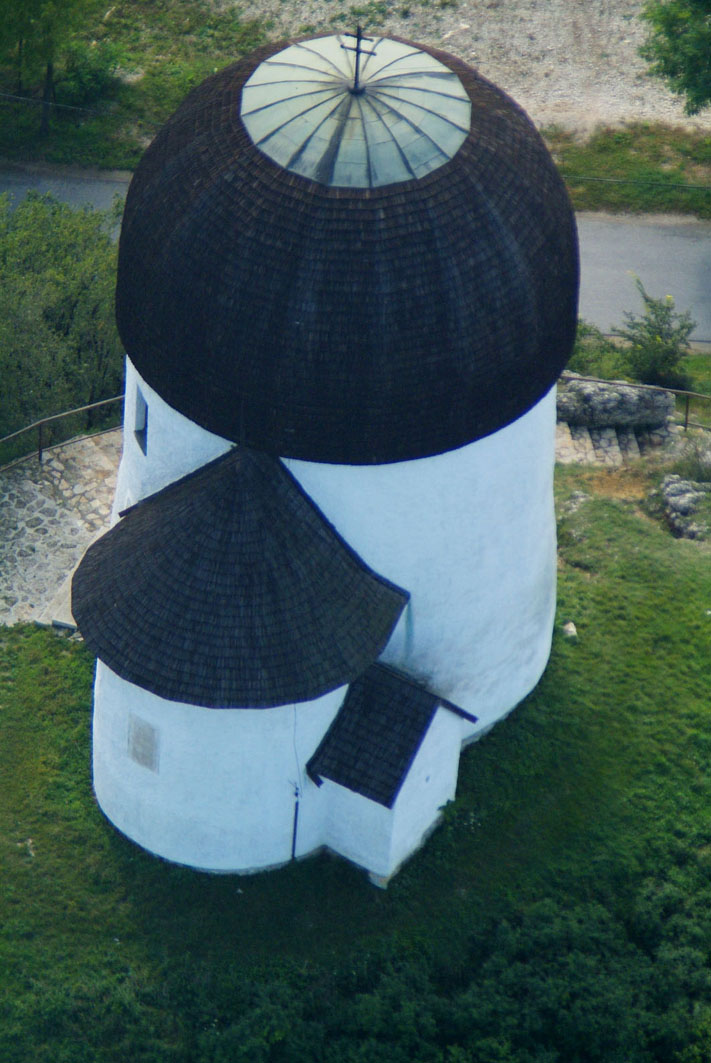
ハンガリーのロタンダ
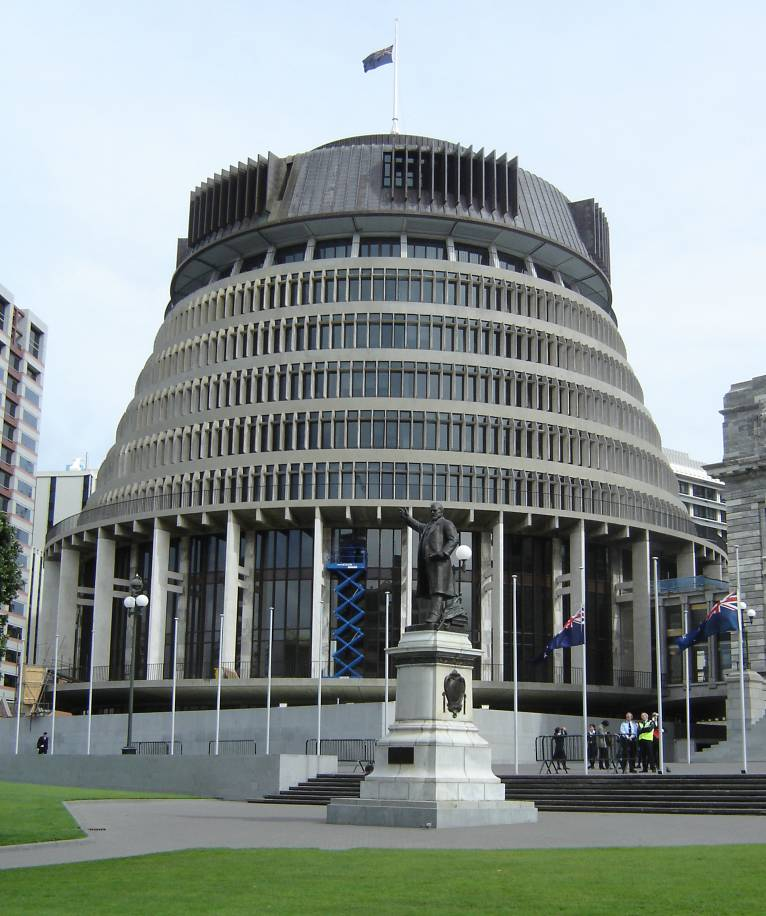
ニュージーランドの国会にあるBeehiveと呼ばれる建物